# Ascogaster maculaticeps
Ascogaster maculaticeps är en stekelart som beskrevs av Baker 1926. Ascogaster maculaticeps ingår i släktet Ascogaster och familjen bracksteklar. Inga underarter finns listade.